# Singa leucoplagiata
Singa leucoplagiata là một loài nhện trong họ Araneidae.
Loài này thuộc chi Singa. Singa leucoplagiata được Eugène Simon miêu tả năm 1899.